# 原田諒
原田 諒（はらだ りょう、1981年 - ）は、日本の脚本家・演出家。

## 略歴
大阪市出身。同志社大学法学部法律学科在学中の2003年、宝塚歌劇団に入団。
2006年5月、月組宝塚大劇場公演『暁のローマ』にて新人公演の演出を初担当。
2010年3月、シャルル・トレネの若き日を描いたミュージカル、宙組宝塚バウホール公演『Je Chante（ジュ シャント）－終わりなき喝采－』で作・演出家としてデビュー。
2011年4月、雪組宝塚バウホール公演『ニジンスキー－奇跡の舞神－』において、ベジャール・バレエ・ローザンヌ出身の元バレエダンサー小林十市を振付に起用。耽美的な作風が高い評価を得る（小林は2014年、花組宝塚バウホール公演『ノクターン』にも振付スタッフとして参加）。
2012年4月、宙組宝塚大劇場公演『華やかなりし日々』で大劇場公演デビュー。
2013年、第20回読売演劇大賞 優秀演出家賞を受賞（『ロバート・キャパ 魂の記録』『華やかなりし日々』の評価により）。
同年、隔月刊誌「ミュージカル」における2012年ミュージカル・ベストテン 演出家賞を受賞（『ロバート・キャパ 魂の記録』『華やかなりし日々』の作・演出に対して）。
2015年、第23回読売演劇大賞の演出家賞・上半期ベスト5に選ばれる（『白夜の誓い－グスタフⅢ世、誇り高き王の戦い－』『アル・カポネ－スカーフェイスに秘められた真実－』の評価により）。また、『アル・カポネ－スカーフェイスに秘められた真実－』は、作品賞・スタッフ賞（美術：松井るみ）上半期ベスト5にも選ばれた。
2016年11月、花組宝塚大劇場公演『雪華抄』にて、自身初となる日本物レビューの作・演出を手掛ける。
2017年、第24回読売演劇大賞 優秀作品賞・優秀演出家賞を受賞（『For the people－リンカーン 自由を求めた男－』の評価により）。この作品は、優秀女優賞（主演：轟悠）・優秀スタッフ賞（作曲・編曲：玉麻尚一）を合わせた計4部門で高い評価を受けた。
2018年、第43回菊田一夫演劇賞を受賞（『ベルリン、わが愛』『ドクトル・ジバゴ』の脚本・演出の成果に対して）。
2020年、『椿姫』でオペラを初演出（指揮：ジャコモ・サグリパンティ）。
同年、第75回文化庁芸術祭賞 演劇部門優秀賞・新人賞を受賞（『ピガール狂騒曲』の脚本・演出の成果に対して）。
2021年、第28回読売演劇大賞 優秀演出家賞を受賞（『ピガール狂騒曲』の評価により）。
2022年12月、演出助手に対するハラスメント報道がなされる。同月28日までに宝塚歌劇団を退団した。
2023年、『文藝春秋』6月号において手記を掲載し反論、歌劇団に従業員の地位確認を求める訴えを神戸地裁に起こした（提訴は4月7日）。
2025年7月9日、上記訴訟の和解が成立。歌劇団が2022年12月の原田の退団をいったん取り消して、その上で改めて2025年6月末で退団という形をとり、2022年12月以降2025年6月までの給与など1550万円を支払った。また、歌劇団がハラスメントの有無を判断する懲戒委員会を開かなかったことを認め、ハラスメントがあったと伝える2022年12月28日付の歌劇団ホームページの記載も削除、歌劇団は和解成立翌日の7月10日に記事を削除した旨をホームページに掲載した。

## 宝塚歌劇団での舞台作品

### 作・演出

#### 大劇場作品（宝塚大劇場、東京宝塚劇場）
- ミュージカル『華やかなりし日々』（2012年 宙組 宝塚大劇場、東京宝塚劇場 主演：大空祐飛）＊大劇場デビュー作
- ミュージカル『白夜の誓い－グスタフIII世、誇り高き王の戦い－』（2014年 - 2015年 宙組 宝塚大劇場、東京宝塚劇場 主演：凰稀かなめ）
- 宝塚舞踊詩『雪華抄』（2016年 - 2017年 花組 宝塚大劇場、東京宝塚劇場 主演：明日海りお）
- ミュージカル『ベルリン、わが愛』（2017年 星組 宝塚大劇場、東京宝塚劇場 主演：紅ゆずる）
- ミュージカル『MESSIAH－異聞・天草四郎－』（2018年 花組 宝塚大劇場、東京宝塚劇場 主演：明日海りお）
- ミュージカル『ピガール狂騒曲』〜シェイクスピア原作「十二夜」より〜（2020年 - 2021年 月組 宝塚大劇場、東京宝塚劇場 主演：珠城りょう）
- グランド・ミュージカル『蒼穹の昴』〜浅田次郎作「蒼穹の昴」より〜（2022年 雪組 宝塚大劇場、東京宝塚劇場 主演：彩風咲奈）

#### バウホール作品
- バウ・ミュージカル『Je Chante（ジュ シャント）－終わりなき喝采－』（2010年 宙組 宝塚バウホール 主演：凪七瑠海）＊演出家デビュー作
- バウ・ミュージカル『ニジンスキー－奇跡の舞神－』（2011年 雪組 宝塚バウホール、日本青年館大ホール 主演：早霧せいな）
- バウ・ミュージカル『ロバート・キャパ 魂の記録』（2012年 宙組 宝塚バウホール、日本青年館大ホール 主演：凰稀かなめ）
- バウ・ミュージカル『春雷』～ゲーテ作「若きウェルテルの悩み」より～（2013年 雪組 宝塚バウホール 主演：彩凪翔）
- バウ・ミュージカル『ノクターン－遠い夏の日の記憶－』～ツルゲーネフ作「初恋」より～（2014年 花組 宝塚バウホール 主演：柚香光）

#### その他の劇場の作品
- ブロードウェイ・ミュージカル『南太平洋』（2013年 星組 シアタードラマシティ、日本青年館大ホール 主演：轟悠）＊潤色・演出
- ミュージカル『ロバート・キャパ 魂の記録』（2014年 宙組 中日劇場 主演：凰稀かなめ）
- ミュージカル『アル・カポネ－スカーフェイスに秘められた真実－』（2015年 雪組 シアタードラマシティ、赤坂ACTシアター 主演：望海風斗）
- ミュージカル『For the people－リンカーン 自由を求めた男－』（2016年 花組 シアタードラマシティ、KAAT神奈川芸術劇場 主演：轟悠）
- ミュージカル『瑠璃色の刻』（2017年 月組 シアタードラマシティ、TBS赤坂ACTシアター 主演：美弥るりか）
- ミュージカル『ドクトル・ジバゴ』〜ボリス・パステルナーク作「ドクトル・ジバゴ」より〜（2018年 星組 シアタードラマシティ、TBS赤坂ACTシアター 主演：轟悠）
- ブロードウェイ・ミュージカル『20世紀号に乗って』（2019年 雪組 東急シアターオーブ 主演：望海風斗）＊潤色・演出
- ミュージカル『チェ・ゲバラ』（2019年 月組 日本青年館ホール、シアタードラマシティ 主演：轟悠）
- ブロードウェイ・ミュージカル『NICE WORK IF YOU CAN GET IT』（2021年 花組 東京国際フォーラムホールC、梅田芸術劇場メインホール 主演：柚香光）＊潤色・演出
- ブロードウェイ・ミュージカル『プロミセス、プロミセス』（2021年 宙組 シアタードラマシティ、東京建物 Brillia HALL 主演：芹香斗亜）＊翻訳・演出

### ディナーショーの構成・演出
- 北翔海莉ディナーショー『ALL OF ME』（2009年 宝塚ホテル、東京會舘）

### 新人公演担当
- 2006年 月組『暁のローマ』[18]
- 2007年 花組『明智小五郎の事件簿-黒蜥蜴』[19]
- 2007年 星組『エル・アルコン-鷹-』[20]
- 2011年 雪組『仮面の男』[21]
- 2012年 宙組『華やかなりし日々』[22]
- 2014年 宙組『白夜の誓い』[23]
- 2015年 星組『ガイズ&ドールズ』[24]
- 2016年 花組『ME AND MY GIRL』[25]

### 演出補
- 2016年 花組『ME AND MY GIRL』（三木章雄）
- 2018年 雪組『ファントム』（中村一徳）

### 演出助手
- 2004年 雪組『タカラヅカ・グローリー！』（岡田敬二）、花組『La Esperanza-いつか叶う-』（正塚晴彦）、花組『TAKARAZUKA舞夢!』（藤井大介）
- 2005年 宙組『ホテル・ステラマリス』（正塚晴彦）、宙組『レヴュー伝説』（草野旦）、宙組『ネオ・ヴォヤージュ』（三木章雄）
- 2006年 星組『ベルサイユのばら－フェルゼンとマリー・アントワネット編－』（植田紳爾・谷正純）、雪組『ベルサイユのばら－オスカル編－』（植田紳爾・谷正純）、月組『暁のローマ』（木村信司）、月組『レ・ビジュー・ブリアン』（酒井澄夫）
- 2007年 月組『ファンシー・ダンス』（三木章雄）、花組『明智小五郎の事件簿―黒蜥蜴』（木村信司）、月組『ダル・レークの恋』（酒井澄夫）、花組『源氏物語 あさきゆめみしⅡ』（草野旦）、星組『KEAN』（谷正純）、星組『エル・アルコン−鷹−』（齋藤吉正）
- 2008年 宙組『Passion 愛の旅』（酒井澄夫）、月組『Apasionado!!』（藤井大介）、雪組『カラマーゾフの兄弟』（齋藤吉正）
- 2009年 星組『ア ビヤント』（藤井大介）、月組『二人の貴公子』（小柳奈穂子）、花組『オグリ！』（木村信司）、星組『コインブラ物語』（酒井澄夫）、雪組『RIO DE BRAVO!!』（齋藤吉正）、花組『相棒』（石田昌也）
- 2010年 宙組『ファンキー・サンシャイン』（石田昌也）、花組『麗しのサブリナ』（中村暁）、星組『宝塚花の踊り絵巻－秋の踊り－』（酒井澄夫）
- 2011年 月組『Dancing Heroes!』（三木章雄）、雪組『ハウ・トゥー・サクシード』（酒井澄夫）
- 2012年 花組『Streak of Light』（酒井澄夫）
- 2013年 月組『ME AND MY GIRL』（三木章雄）、花組 『戦国BASARA 真田幸村編』（鈴木圭）
- 2014年 雪組『心中・恋の大和路』（菅沼潤・谷正純）
- 2015年 星組『ガイズ&ドールズ』（酒井澄夫）

## 宝塚歌劇団以外での舞台作品

### 作・演出
- 舞踊・長唄『よくばり弁天』（2011年 第４回苫舟の会 国立劇場小劇場 作曲・振付：藤間勘十郎）
- 麗美遊（レビュー）『花の万華鏡』（2014年「趣向の華」ファイナル公演 日本橋劇場 作曲・振付：藤間勘十郎）[26]
- 日本舞踊『八合目』（2016年「FUJIYAMA」明治座 振付：藤間勘十郎・尾上菊之丞 出演：尾上菊之丞・若柳吉蔵・市川ぼたん・藤間勘十郎）
- 安蘭けいドラマティック・コンサート『愛の讃歌』（2016年 Bunkamuraオーチャードホール）
- 『ふるあめりかに袖はぬらさじ』（2017年 明治座 主演：大地真央）＊潤色・演出 [27]
- 安蘭けいドラマティック・コンサート『GOLDEN AGE』（2017年 新国立劇場中劇場）
- 『ふるあめりかに袖はぬらさじ』（2019年 博多座、明治座 主演：大地真央）＊潤色・演出、再演
- オペラ『椿姫』（2020年 東京二期会オペラ公演 東京文化会館大ホール）[2]
- 『おかしな二人』（2020年 シアタークリエ、シアタードラマシティ 主演：大地真央・花總まり）＊潤色・演出
- 『LUXE』（2021年 横浜アリーナ 主演：髙橋大輔）
- ブロードウェイ・ミュージカル『エニシング・ゴーズ』（2021年 明治座 主演：紅ゆずる）＊潤色・演出
- 一路真輝40周年記念コンサート『True to Myself』（2022年 浜離宮朝日ホール）[28]

### ディナーショーの構成・演出
- 大地真央ディナーショー『Muse』（2018年 京王プラザホテル、和倉温泉加賀屋、ホテルハマツ）
- 安蘭けいディナーショー『Again』（2019年 宝塚ホテル、東京會舘）

## 受賞歴
- 第20回読売演劇大賞 優秀演出家賞（2013年）－「ロバート・キャパ 魂の記録」「華やかなりし日々」の評価により
- 2012年ミュージカル・ベストテン 演出家賞（2013年）－「ロバート・キャパ 魂の記録」「華やかなりし日々」の作・演出に対して
- 第24回読売演劇大賞 優秀作品賞（2017年）－「For the people－リンカーン 自由を求めた男－」
- 第24回読売演劇大賞 優秀演出家賞（2017年）－「For the people－リンカーン 自由を求めた男－」の評価により
- 第43回菊田一夫演劇賞（2018年）－「ベルリン、わが愛」「ドクトル・ジバゴ」の脚本・演出の成果に対して[29]
- 第75回文化庁芸術祭賞 演劇部門優秀賞（2020年）－ 宝塚歌劇 月組公演「ピガール狂騒曲」の成果に対して
- 第75回文化庁芸術祭賞 演劇部門新人賞（2020年）－ 宝塚歌劇 月組公演における「ピガール狂騒曲」の脚本・演出に対して
- 第28回読売演劇大賞 優秀演出家賞（2021年）－「ピガール狂騒曲」の評価により